# Color Graphics Adapter

Grafico comparativo delle varie modalità di visualizzazione standard.

La Color Graphics Adapter (originariamente Color/Graphics Monitor Adapter), introdotta nel 1981, è stata la prima scheda video a colori prodotta da IBM e il primo standard per i PC IBM. La scheda è basata su un controller video Motorola 6845, è dotata di due modalità testuali (40×25 e 80×25 caratteri) e due principali risoluzioni grafiche, 320×200 e 640×200 pixel, mentre la profondità di colore è di 4 bit (16 colori).

## La palette CGA
| Palette CGA completa | Palette CGA completa  | Palette CGA completa | Palette CGA completa   |
| -------------------- | --------------------- | -------------------- | ---------------------- |
| 0                    | nero #000000          | 8                    | grigio #555555         |
| 1                    | blu #0000AA           | 9                    | blu chiaro #5555FF     |
| 2                    | verde #00AA00         | 10                   | verde chiaro #55FF55   |
| 3                    | ciano #00AAAA         | 11                   | ciano chiaro #55FFFF   |
| 4                    | rosso #AA0000         | 12                   | rosso chiaro #FF5555   |
| 5                    | magenta #AA00AA       | 13                   | magenta chiaro #FF55FF |
| 6                    | marrone #AA5500       | 14                   | giallo #FFFF55         |
| 7                    | grigio chiaro #AAAAAA | 15                   | bianco #FFFFFF         |

Con la CGA è possibile ottenere 16 colori, partendo dal modello RGB, ovvero rosso, verde e blu; ciano, magenta e marrone sono ottenibili "mescolando" due dei precedenti. La seconda metà è composta dalle versioni più chiare delle precedenti, sebbene il colore "dark grey" (grigio scuro) sulla maggior parte dei monitor dell'epoca fosse praticamente indistinguibile dal nero.
I colori sono visualizzabili contemporaneamente nelle sole modalità testuali, mentre in quelle grafiche sono limitati a 4 in contemporanea.
- In 320×200 è possibile utilizzare, ufficialmente, due tipi di tavolozze:

1. ciano, magenta, bianco e un altro colore (nero di default).
2. rosso, verde, marrone o giallo e un altro colore (nero di default).

Esiste una terza tavolozza "non ufficiale", ottenibile disabilitando il bit del segnale del colore composito, composta da rosso, ciano, bianco e un altro colore (nero di default).
- In 640×200 è possibile utilizzare solamente nero e un colore a scelta (bianco di default).

### Monitor compositi

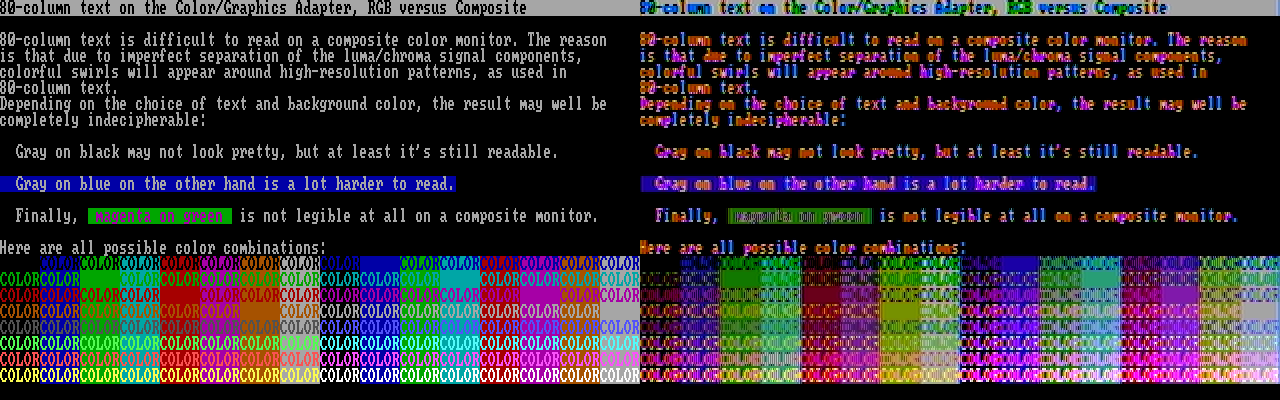
La medesima schermata di testo su un monitor RGB (sinistra) e su uno schermo con video composito (destra)

Se al posto della normale uscita per monitor RGB viene utilizzata l'uscita video composito (per TV NTSC), i colori non vengono visualizzati in maniera corretta: infatti la separazione fra crominanza e luminanza non è corretta, i colori si sovrappongono e producono artefatti, rendendo i testi poco comprensibili alla lettura. Tuttavia, questa imperfezione all'epoca è stata sfruttata come un vantaggio: infatti, se ben utilizzata, i colori che si sovrappongono ne formano altri, aumentando così le possibilità grafiche della scheda. Alcuni videogiochi usciti all'inizio degli anni ottanta sfruttavano questo bug: ad esempio le versioni DOS di BurgerTime, Jumpman, King's Quest e Ms. Pac-Man.
| N. | Tavolozza 1       | Tavolozza 1 in alta intensità |
| -- | ----------------- | ----------------------------- |
| 0  | default           | default                       |
| 1  | 3 — ciano         | 11 — ciano chiaro             |
| 2  | 5 — magenta       | 13 — magenta chiaro           |
| 3  | 7 — grigio chiaro | 15 — bianco                   |

| N. | Tavolozza 0 | Tavolozza 0 in alta intensità |
| -- | ----------- | ----------------------------- |
| 0  | default     | default                       |
| 1  | 2 — verde   | 10 — verde chiaro             |
| 2  | 4 — rosso   | 12 — rosso chiaro             |
| 3  | 6 — marrone | 14 — giallo                   |

| N. | 3ª tavolozza      | 3ª tavolozza in alta intensità |
| -- | ----------------- | ------------------------------ |
| 0  | default           | default                        |
| 1  | 3 — ciano         | 11 — ciano chiaro              |
| 2  | 4 — rosso         | 12 — rosso chiaro              |
| 3  | 7 — grigio chiaro | 15 — bianco                    |

## Specifiche

### Connettore
Numerazione dei piedini (pin) e immagine del connettore femmina:

Il Piedino 1 è quello in alto a destra, il 5 in altro a sinistra, il 9 in basso a sinistra
| Pin | Funzione                |
| --- | ----------------------- |
| 1   | Massa                   |
| 2   | Massa                   |
| 3   | Rosso                   |
| 4   | Verde                   |
| 5   | Blu                     |
| 6   | Intensità               |
| 7   | non utilizzato          |
| 8   | Sincronismo orizzontale |
| 9   | Sincronismo verticale   |

### Specifiche di segnalazione
| Tipo         | Digitale, TTL    |
| Risoluzione  | 640×200, 320×200 |
| Freq. Orizz. | 15,75 kHz        |
| Freq. Vert.  | 60 Hz            |
| Colori       | 16               |

### Modalità video
| Modo  | Tipo    | Risoluzione | caratteri | colori |
| ----- | ------- | ----------- | --------- | ------ |
| 0h,1h | Testo   | 320×200     | 40×25     | 16     |
| 2h,3h | Testo   | 640×200     | 80×25     | 16     |
| 4h,5h | Grafica | 320×200     | 40×25     | 4      |
| 6h    | Grafica | 640×200     | 80×25     | 2      |
| 7h    | Testo   | 640×200     | 80×25     | Mono   |

## Esempi

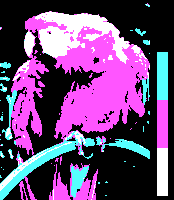
Prima palette in alta intensità
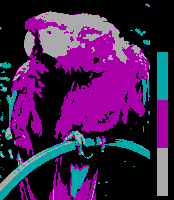
Prima palette in bassa intensità
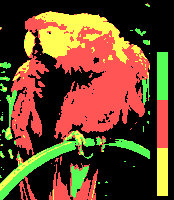
Seconda palette in alta intensità
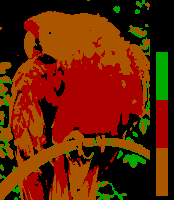
Seconda palette in bassa intensità
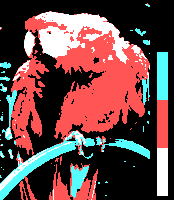
Terza palette in alta intensità
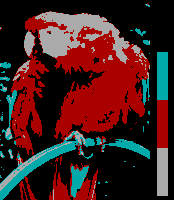
Terza palette in bassa intensità